# Chiropsalmus quadrumanus
Espèce
Chiropsalmus quadrumanus est une méduse boîte (cuboméduse) de la famille des Chiropsalmidae.

## Anatomie
Chiropsalmus quadrumanus est transparente, mesure à peu près la même taille qu'un poing humain. Son ombrelle est robuste et lisse, presque aussi haute que large (pour un ratio d'environ 1:1.3), mais un peu aplatie au sommet. Le diamètre de la cloche avoisine les 140 mm. Chiropsalmus quadrumanus possède plusieurs tentacules à chaque coin, en tout 24 à 40, mesurant chacun jusqu'à 3 voire 4 mètres. La méduse possède 4 rhopalia (organes sensoriels), situés dans des petites niches à l'intérieur de l'ombrelle. Elle possède également un estomac large, rond, prolongée par quatre poches qui s'étendent dans les sinus radiaux le long des bords de la cloche ; à chaque poche gastrique sont accrochés deux « sacs » lisses en forme de doigt.
Elle possède quatre gonades, chacune étant une feuille mince de part et d'autre d'un canal radial ; à maturité, elles s'étendent chacune latéralement. Les tentacules sont généralement transparents excepté 1 ou 2 qui peuvent être mauve pâle, mais qui généralement restent incolore à jaune blanchâtre.

## Synonymes
- Chiropsalmus quadrigatus, Haeckel, 1880, est peut-être de la même espèce.
- Tamoya quadrumanus, Müller, 1859 est un synonyme de Chiropsalmus quarumanus

## Piqûre
La piqûre de cette cubozoaire peut être très dangereuse et mortelle pour les enfants.